# آرنت (آرکانزاس)
آرنت (به انگلیسی: Arnett) یک منطقهٔ مسکونی در ایالات متحده آمریکا است که در شهرستان واشینگتن، آرکانزاس واقع شده‌است. آرنت ۴۴۴ متر بالاتر از سطح دریا واقع شده‌است.